# Poromitra crassiceps
Espèce
Poromitra crassiceps est une espèce de poissons abyssaux de la famille des Melamphaidae.